# Museumshof Göhren

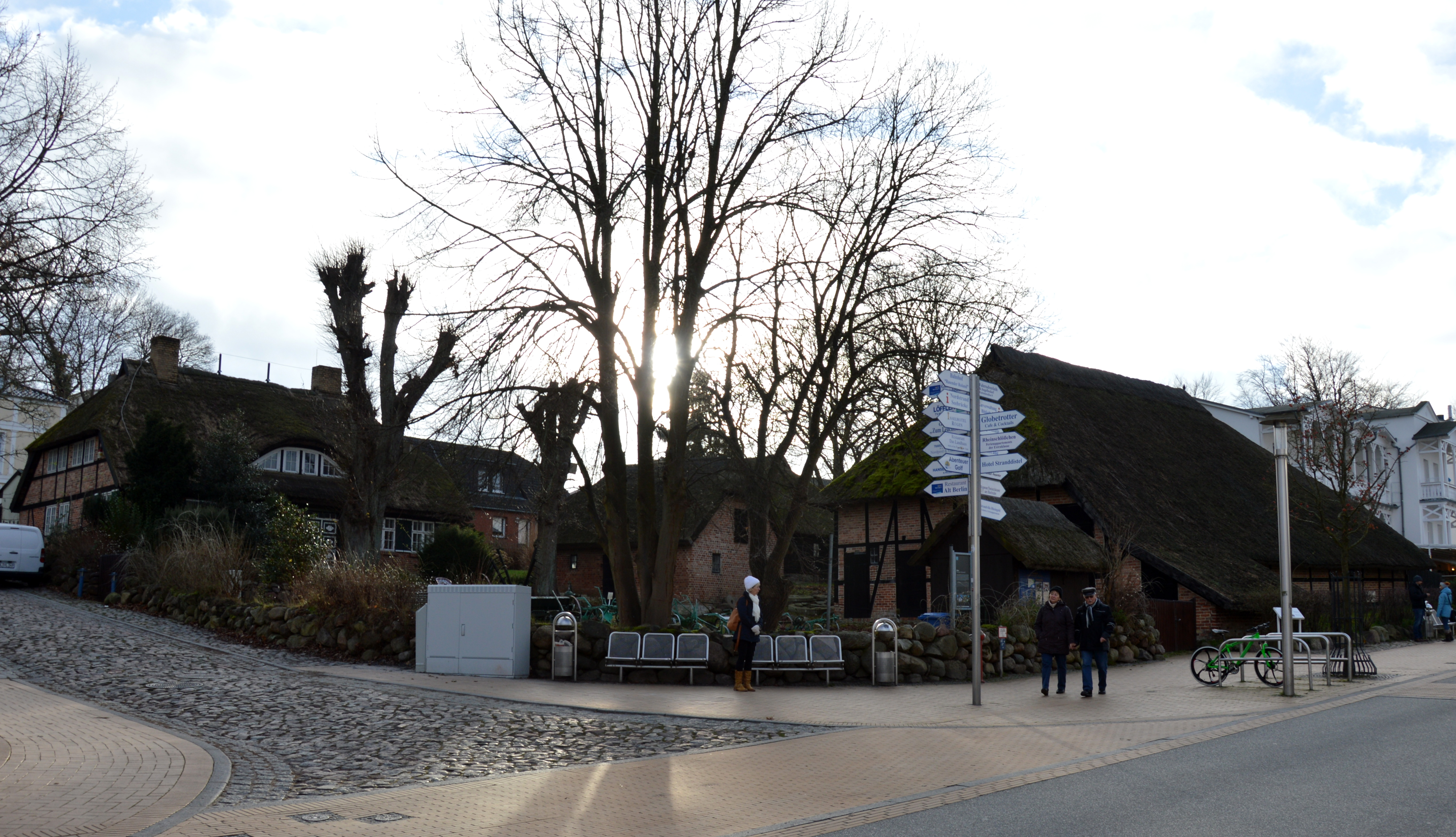
Museumshof Göhren, 2017

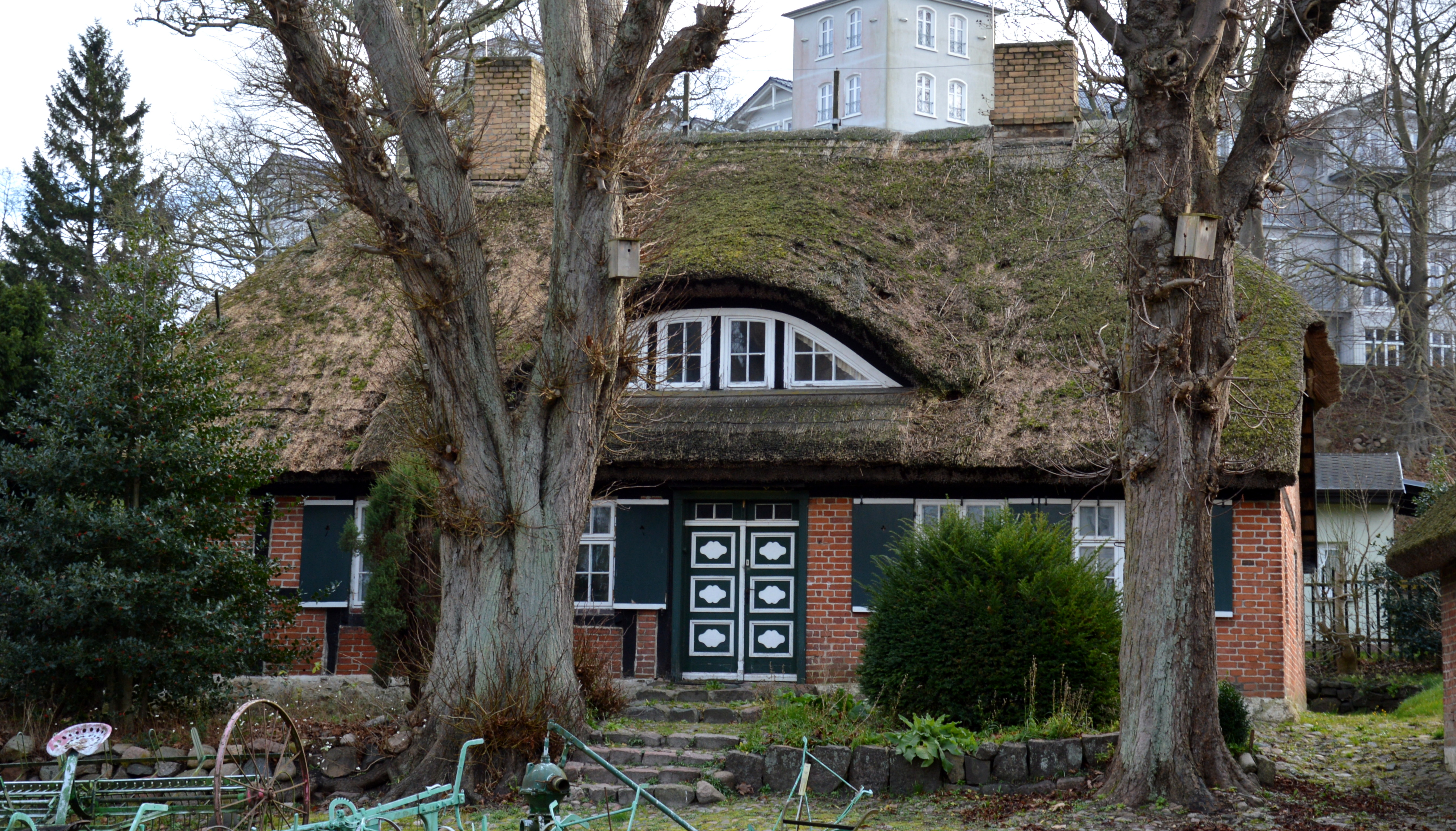
Wohnhaus

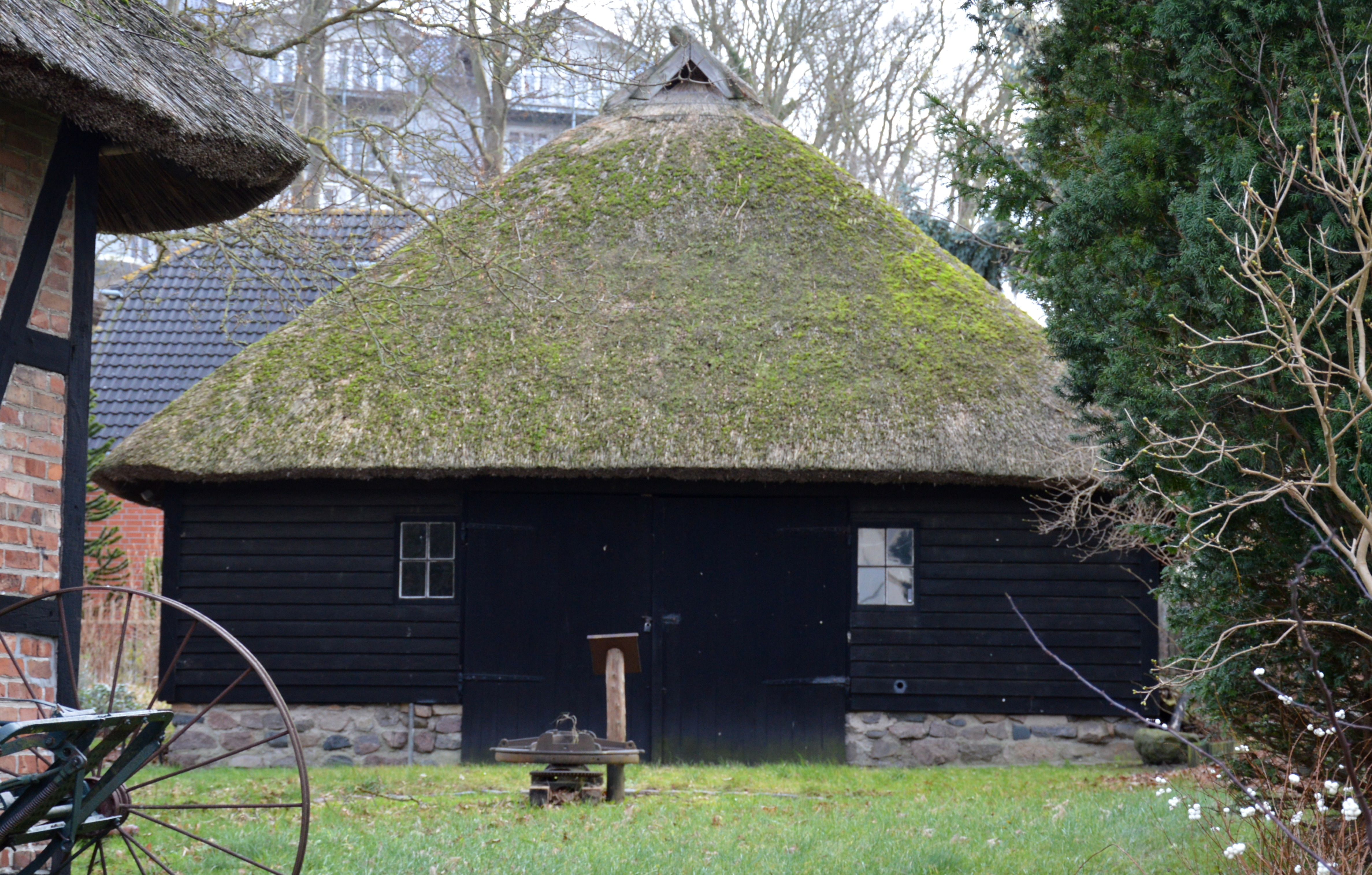

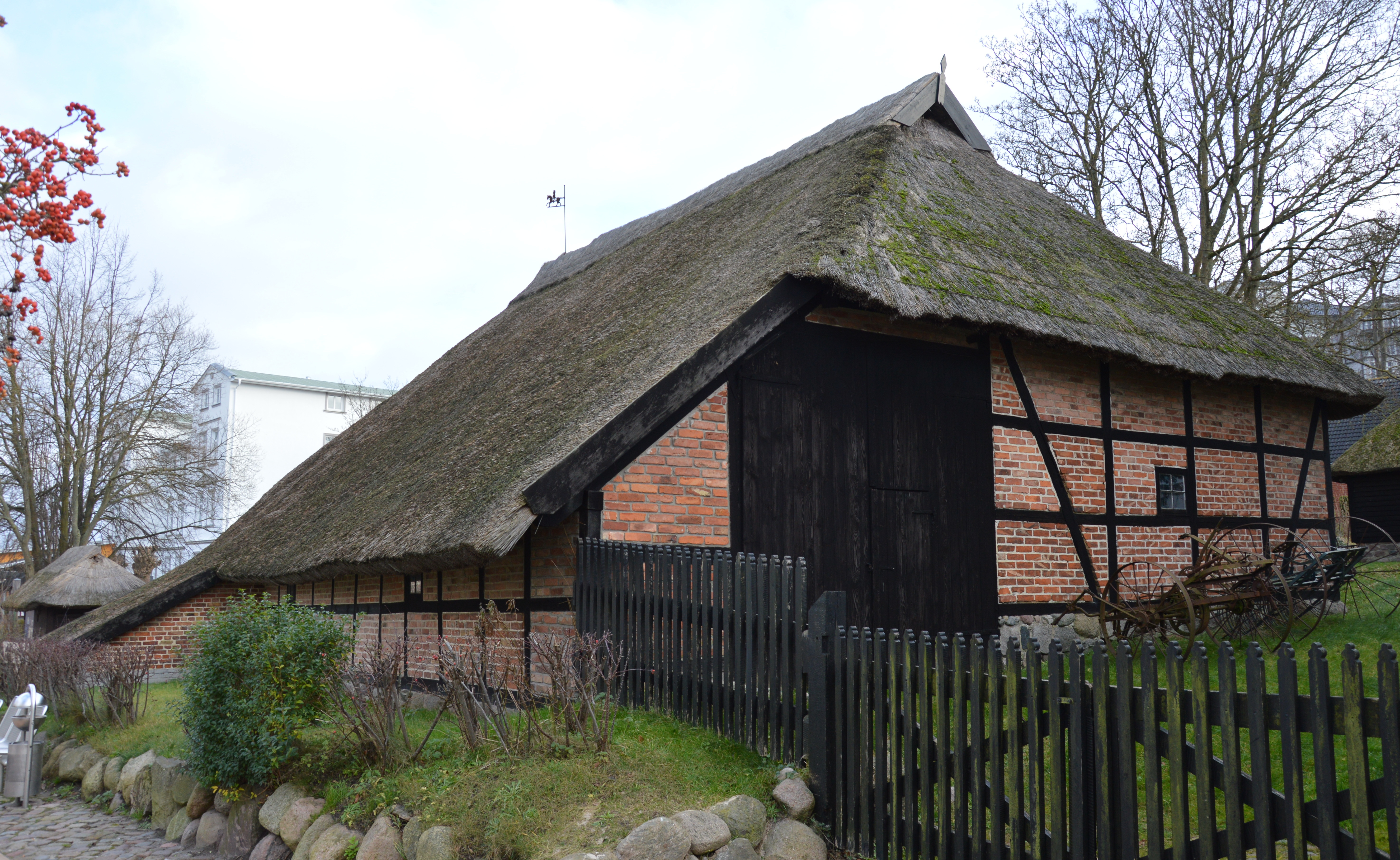

Der Museumshof Göhren ist ein Freilichtmuseum in Göhren auf der zu Rügen gehörenden Halbinsel Mönchgut.

## Lage
Es befindet sich am südöstlichen Seite der Strandstraße an der Adresse Strandstraße 4 unmittelbar an der Einmündung der Nordperdstraße.

## Geschichte und Ausstellung
Auf Initiative der Heimatforscherin Ruth Bahls wurde am 11. August 1971 der Museumshof eröffnet. Es ist damit das älteste Freilichtmuseum auf Rügen und gehört zu den Mönchguter Museen. Das Museum umfasst den Hof eines Mönchguter Fischerbauern mit Wohnhaus, Schweinestall, Stallscheune und dem sogenannten schwarzen Schuppen. Es zeigt die ursprüngliche Bebauung von Göhren in der Zeit vor Einsetzen des Bädertourismus.
Die Scheune ist in Fachwerkbauweise errichtet und geht in ihrem Kern auf die Zeit um 1680 zurück. Das Wohnhaus entstand um 1850. Die erste urkundliche Erwähnung des Gehöfts ist aus dem Jahr 1574 überliefert. Nach dem Freikauf aus der Leibeigenschaft im Jahre 1847 wurde der Hof mit einer Ackerfläche von 17,5 Hektar von einem Vollbauern, Fischer und Lotsen bewirtschaftet.
Gezeigt werden auch Gerätschaften aus dem Arbeitsalltag der Fischerbauern und Landhandwerker wie Handwerksgeräte, Kutschen, Wagen sowie landwirtschaftliche Maschinen. Behandelt werden auch die Themen Milchverarbeitung und Herstellung von Butter. Darüber hinaus wird auch die Imkerei sowie der traditionelle Hausbau dargestellt. Außerdem wird eine historische Handdruckspritze der Göhrener Feuerwehr ausgestellt. Zum Hof gehört ein Bauerngarten mit typischen Nutz- und Zierpflanzen.
Derzeit (Stand 2017) ist der Museumshof geschlossen. Es ist beabsichtigt, ihn an Dritte zu verpachten und als Erlebnishof zu betreiben.